# Kanut V
Kanut V (duń. Knud 5.) (zm. 9 sierpnia 1157) – król duński w latach 1146–1157. Syn Magnusa Nilssena Silnego i Ryksy Piastówny, wnuk króla Danii Mikołaja. Współrządził ze Swenem Grade i Waldemarem Wielkim.
Gdy w roku 1146 Eryk Jagnię wycofał się z rządzenia krajem, Swen został królem Zelandii i Skanii, natomiast władcą Jutlandii został Kanut. Sytuacja ta doprowadziła do wojny. Kanut został zepchnięty do Niemiec, gdzie udało mu się utworzyć armię. W 1152 niemiecki król (później cesarz) Fryderyk Barbarossa poparł dążenia Kanuta do zapanowania nad całym terytorium Danii. W roku 1154 walki rozpoczęły się ponownie. Tym razem Kanut sprzymierzył się z Waldemarem, synem Kanuta Lavarda, który dotychczas wspierał Swena. W rezultacie Swen musiał opuścić Danię. Powrócił w roku 1157; sytuacja ustabilizowała się po podziale Danii na trzy części:
1. Jutlandia - Waldemar
2. Zelandia - Kanut
3. Skania - Swen

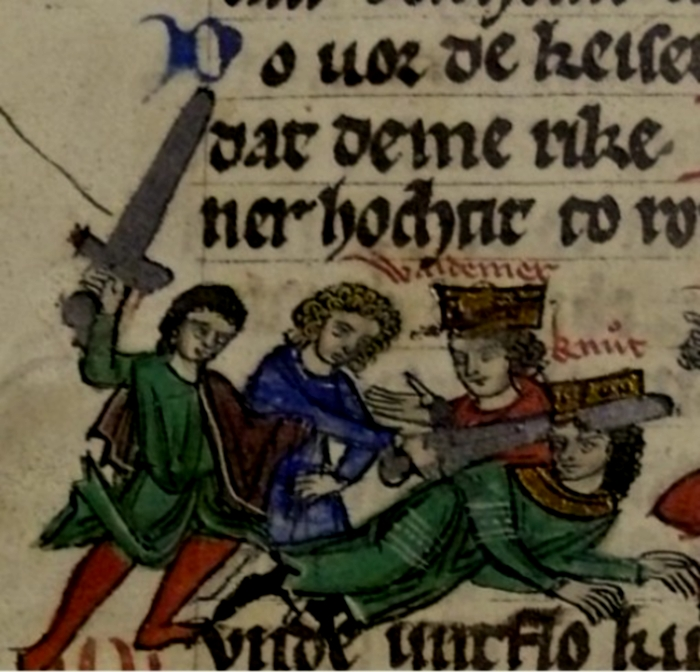
Zabójstwo Kanuta V

Aby uczcić zakończenie wieloletnich walk, Swen zaprosił współrządzących na spotkanie pojednawcze w Roskilde (9 sierpnia 1157). Podczas spotkania ludziom Swena udało się zamordować Kanuta, natomiast ranny Waldemar zdołał zbiec. 23 października Waldemar i Swen spotkali się ponownie – stoczyli krótką, ale brutalną bitwę pod Grathe Hede. Swen został wzięty do niewoli i stracony ciosem topora. Królem całej Danii został Waldemar.

## Genealogia
| Niels Stary ur. ok. 1064 zm. 25 VI 1134 | Niels Stary ur. ok. 1064 zm. 25 VI 1134 |                                     |                                     | Małgorzata Fredkulla ur. ? zm. ok. 1130 | Małgorzata Fredkulla ur. ? zm. ok. 1130 |  |  | Bolesław III Krzywousty ur. 20 VIII 1086 zm. 28 X 1138 | Bolesław III Krzywousty ur. 20 VIII 1086 zm. 28 X 1138 |                                               |                                               | Salomea z Bergu ur. zap. 1099 zm. 27 VII 1144 | Salomea z Bergu ur. zap. 1099 zm. 27 VII 1144 |
|                                         |                                         |                                     |                                     |                                         |                                         |  |  |                                                        |                                                        |                                               |                                               |                                               |                                               |
|                                         |                                         |                                     |                                     |                                         |                                         |  |  |                                                        |                                                        |                                               |                                               |                                               |                                               |
|                                         |                                         | Magnus Silny ur. 1106 zm. 4 VI 1134 | Magnus Silny ur. 1106 zm. 4 VI 1134 |                                         |                                         |  |  |                                                        |                                                        | Ryksa Bolesławówna ur. 1116 zm. po 25 XI 1155 | Ryksa Bolesławówna ur. 1116 zm. po 25 XI 1155 |                                               |                                               |
|                                         |                                         |                                     |                                     |                                         |                                         |  |  |                                                        |                                                        |                                               |                                               |                                               |                                               |
|                                         |                                         |                                     |                                     |                                         |                                         |  |  |                                                        |                                                        |                                               |                                               |                                               |                                               |
|                                         |                                         |                                     |                                     |                                         |                                         |  |  |                                                        |                                                        |                                               |                                               |                                               |                                               |

|  |  |  |  | Kanut V (ur. ?, zm. 1157) |